# Alkanna
Alkanna es un género de plantas herbáceas que incluyen alrededor de 50 especies de la familia Boraginaceae, nativas de Europa, del Mediterráneo, y oeste de Asia. Comprende 89 especies descritas y de estas, solo 64 aceptadas.

## Descripción
Son hierbas perennes, decumbentes, setoso-híspidas, con pelos cortos glandulíferos y eglandulosos, sin pelos pluricelulares largos glandulíferos. Hojas enteras, las caulinares alternas, las medias y superiores sésiles, ± decurrentes. Inflorescencia ramificada, paniculiforme o simple, ± espiciforme, con cimas generalmente geminadas, multifloras, densas en la floración, laxas en la fructificación. Flores actinomorfas, erectas, bracteadas, pediceladas o subsésiles. Cáliz gamosépalo, dividido casi hasta la base, con lóbulos homomorfos, enteros, setoso- híspido, con pelos rectos. Corola infundibuliforme, glabra por la cara externa, puberulento-glandulosa o ligeramente papilosa por la cara interna del limbo, azul, azul-violeta, rojiza o amarilla, con los lóbulos erecto-patentes o patentes; tubo más largo que los lóbulos de la corola, recto, cilíndrico, glabro por la cara interna, con un anillo interno de escamas nectaríferas en la base; garganta con 5 escamas o invaginaciones; lóbulos obtusos. Estambres 5, inclusos, adnatos hacia la mitad del tubo de la corola o por encima de la mitad, cerca de las escamas o invaginaciones de la garganta, con filamentos mucho más cortos que las anteras, estrechos, glabros, sin apéndices; anteras cortamente apiculadas, libres, inclusas. Ovario tetralobado; estilo simple, incluso, ginobásico; estigma bilobado. Fruto pétreo, en tetranúcula. Núculas monospermas, transovoides, curvadas, fuertemente contraídas en la base formando un pie cilíndrico y liso e irregularmente tuberculado en la parte inferior, tuberculado-reticuladas o escrobiculado- reticuladas, con la base de inserción ± elíptica, plana y carente de apéndice, íntimamente unidas por su base en el receptáculo plano.

## Taxonomía
El género fue descrito por Ignaz Friedrich Tausch y publicado en Flora 7: 234. 1824.
Etimología
El nombre Alkanna  proviene del castellano alcana, y este del árabe al-hena, de henna, (Lawsonia inermis).

## Especies aceptadas
A continuación se brinda un listado de las especies del género Alkanna aceptadas hasta septiembre de 2013, ordenadas alfabéticamente. Para cada una se indica el nombre binomial seguido del autor, abreviado según las convenciones y usos.
| - Alkanna amana Rech.f. - Alkanna areolata Boiss. - Alkanna attilae P.H.Davis - Alkanna aucheriana A.DC. - Alkanna calliensis Heldr. ex Boiss. - Alkanna cappadocica Boiss. & Balansa - Alkanna confusa Rech.f. - Alkanna corcyrensis Hayek - Alkanna cordifolia C.Koch - Alkanna froedinii Rech.f. - Alkanna galilaea Boiss. - Alkanna graeca Boiss. & Spruner - Alkanna haussknechtii Bornm. - Alkanna hirsutissima (Bertol.) A.DC. - Alkanna hispida Huber-Morath - Alkanna incana Boiss. - Alkanna kotschyana A.DC. - Alkanna leiocarpa Rech.f. - Alkanna lutea DC. - - Alkanna macrophylla Boiss. & Heldr. - Alkanna macrosiphon Boiss. & Heldr. - Alkanna maleolens Bornm. - Alkanna megacarpa A.DC. - Alkanna methanaea Hausskn. - Alkanna noneiformis Griseb. | - Alkanna oreodoxa Huber-Morath - Alkanna orientalis (L.) Boiss. - Alkanna pamphylica Huber-Morath & Reese - Alkanna pelia (Halácsy) Rech.f. - Alkanna phrygia Bornm. - Alkanna pinardii Boiss. - Alkanna pindicola Hausskn. - Alkanna prasinophylla Rech.f. - Alkanna primuliflora Griseb. - Alkanna pseudotinctoria Huber-Morath - Alkanna pulmonaria Griseb. - Alkanna punctulata Huber-Morath - Alkanna sandwithii Rech.f. - Alkanna sartoriana Boiss. & Heldr. - Alkanna saxicola Huber-Morath - Alkanna scardica Griseb. - Alkanna shattuckia (Post) Post - Alkanna sieberi DC. - Alkanna sieheana Rech. fil. - Alkanna stribrnyi Velen. - Alkanna strigosa Boiss. & Hohen. - Alkanna tinctoria (L.) Tausch (Alkanet) - Alkanna trichophila Huber-Morath - Alkanna tubulosa Boiss. - Alkanna verecunda Huber-Morath - Alkanna viscidula Boiss. |